# Elitserien i bandy för damer 1998/1999
Elitserien i bandy för damer 1998/1999 spelades 21 november 1998–27 februari 1999, och vanns av AIK. Säsongen avslutades med att AIK blev svenska mästarinnor efter seger med 6-3 mot Kareby IS i damfinalen på Studenternas IP i Uppsala den 20 mars 1999.

## Upplägg
Lag 1-4 gick vidare till SM-slutspel.

## Förlopp
Serien minskades ner till sju lag, sedan BK Ume-Trixa dragit sig ur och Grängesbergs BK avstod uppflyttning.
- Skytteligan vanns av Anna-Karin Olsson, AIK med 45 fullträffar.[3].

## Seriespelet
| Nr | Lag               | S  | V  | O | F  | +/-      | P  |
| -- | ----------------- | -- | -- | - | -- | -------- | -- |
| 1  | AIK               | 12 | 11 | 0 | 1  | 115 - 38 | 22 |
| 2  | Kareby IS         | 12 | 10 | 1 | 1  | 98 - 19  | 21 |
| 3  | Västerstrands AIK | 12 | 7  | 2 | 3  | 73 - 44  | 16 |
| 4  | IK Göta           | 12 | 5  | 2 | 5  | 59 - 63  | 12 |
| 5  | Tranås BoIS       | 12 | 4  | 1 | 7  | 51 - 89  | 9  |
| 6  | Sandvikens AIK    | 12 | 2  | 0 | 10 | 29 - 90  | 4  |
| 7  | Edsbyns IF        | 12 | 0  | 0 | 12 | 33 - 115 | 0  |

## Seriematcherna
| - Lördag 21 november 1998, Omgång 1 - 12:00 Edsbyns IF-AIK 2-14 - 12:00 Västerstrands AIK-Kareby IS 1-1 - 13:00 Hammarby IF-Tranås BoIS - Lördag 28 november 1998, Omgång 2 - 12:00 Tranås BoIS-Edsbyns IF 7-5 - 12:00 Sandvikens AIK-Hammarby IF 1-4 - 13:00 AIK-Västerstrands AIK 8-2 - Söndag 29 november 1998, Omgång 4 - 12:00 Kareby IS-Edsbyns IF 15-2 - Torsdag 10 december 1998, Omgång 9 - 20:00 Hammarby IF-AIK 3-12 Söndag 13 december 1998, Omgång 5 - - 12:00 Sandvikens AIK-AIK 2-14 - 12:00 Edsbyns IF-Västerstrands AIK 3-6 - Lördag 12 december 1998, Omgång 3 - 12:00 Edsbyns IF-Sandvikens AIK 4-6 - 15:30 Hammarby IF-Kareby IS 3-6 - 13:00 AIK-Tranås BoIS 15-5 - Söndag 20 december 1998, Omgång 7 - 12:00 Sandvikens AIK-Västerstrands AIK 2-10 - 14:00 Edsbyns IF-Hammarby IF 3-6 Lördag 19 december 1998, Omgång 4 - - 12:00 Västerstrands AIK-Hammarby IF 6-6 - 12:00 Kareby IS-Tranås BoIS 12-2 - Lördag 2 januari 1999, Omgång 6 - 12:00 Västerstrands AIK-Tranås BoIS 7-4 - 16:15 Kareby IS-Sandvikens AIK 9-2 - Söndag 3 januari 1999, Omgång 11 - 12:00 Tranås BoIS-Sandvikens AIK 5-2 - Lördag 9 januari 1999, Omgång 3 - 12:00 Tranås BoIS-AIK 4-7 - 13:00 Hammarby IF-Edsbyns IF 12-1 - 12:00 Sandvikens AIK-Kareby IS 0-8 | - Söndag 10 januari 1999, Omgång 9 - 12:00 Tranås BoIS-Västerstrands AIK 1-6 - 12:00 Edsbyns IF-Kareby IS 0-10 Lördag 23 januari 1999, Omgång 10 - - 12:00 Västerstrands AIK-Edsbyns IF 16-1 - 12:00 Kareby IS-Hammarby IF 7-2 - Söndag 24 januari 1999, Omgång 10 - 13:00 AIK-Sandvikens AIK 9-2 - Lördag 30 januari 1999, Omgång 4 - 12:00 Sandvikens AIK-Tranås BoIS 4-6 - 13:00 AIK-Kareby IS 3-6 - 13:00 Hammarby IF-Västerstrands AIK 2-3 Lördag 6 februari 1999, Omgång 5 - - 12:00 Tranås BoIS-Kareby IS 2-14 - 12:00 Sandvikens AIK-Edsbyns IF 5-3 Söndag 7 februari 1999, Omgång 7 - - 12:00 Kareby IS-AIK 2-3 - 12:00 Västerstrands AIK-Sandvikens AIK 12-2 Torsdag 18 februari 1999, Omgång 6 - 20:00 AIK-Hammarby IF 14-4 Lördag 20 februari 1999, Omgång 13 - - 12:00 Västerstrands AIK-AIK 3-6 - 12:00 Edsbyns IF-Tranås BoIS 6-8 - 13:00 Hammarby IF-Sandvikens AIK 6-3 Lördag 27 februari 1999, Omgång 14 - - 12:00 Kareby IS-Västerstrands AIK 8-1 - 12:00 AIK-Edsbyns IF 10-3 - 12:00 Tranås BoIS-Hammarby IF 4-4 |

## Slutspel om svenska mästerskapet

### Semifinaler
- 6 mars 1999: IK Göta-AIK 0-4
- 6 mars 1999: Västerstrand AIK-Kareby IS 3-2
- 13 mars 1999: AIK-IK Göta 12-4 (AIK vidare med 2-0 i matcher)
- 13 mars 1999: Kareby IS-Västerstrands AIK 8-0
- 14 mars 1999: Kareby IS-Västerstrands AIK 4-1 (Kareby IS vidare med 2-1 i matcher)

### Final
- 20 mars 1999: AIK-Kareby IS 6-3 (Studenternas IP, Uppsala)

### Fotnoter
1. ↑  Erik Jonsson. ”1990–1999”. Svenska Bandyförbundet. Arkiverad från originalet den 17 mars 2020. https://web.archive.org/web/20200317214705/https://www.svenskbandy.se/BANDYFINALEN/HISTORIK/Svenskamastare/Damer/1990-1999. Läst 25 mars 2020.
2. ↑   När Var Hur 2000. Forum
3. ↑  Erik Jonsson. ”Skyttedrottningar”. Svenska Bandyförbundet. Arkiverad från originalet den 13 januari 2016. https://web.archive.org/web/20160113123336/http://www.svenskbandy.se/SERIERCUPER/ELITSERIENDAM/HISTORIKSTATISTIK/SKYTTEDROTTNINGAR/. Läst 11 oktober 2009.